# Lophoptera acuda
Lophoptera acuda là một loài bướm đêm trong họ Noctuidae.